# Ласло Латор
Ласло Латор (угор. Lator László, 19 листопада 1927, Тросник, Україна — 27 липня 2023) — угорський поет, перекладач, есеїст, член-засновник Цифрової літературної академії, лауреат премії Кошута, був удостоєний звання митець нації (A Nemzet Művésze).

## Діяльність
У період з 1947 по 1951 рік він вивчав угорсько-німецьку лінгвістику в університеті ім. Пазмані в Будапешті, будучи студентом колегії Етвеша. Його дружина, Юдіт Пор, була тут перекладачем.
З 1955 р. був викладачем видавництва «Європа», а згодом головним редактором. Він вперше виступає в угорських журналах та публікує вірші. Президент Карпатського гуртка, засновник Академії літератури і мистецтва Сечені з 1992 року.
Як редактор або актор, він регулярно виступає на угорському радіо та угорському телебаченні. Тривалий час редагував серію видавництва «Unikornis» — «Скарбниця угорської поезії».
Він є членом редакційної колегії журналу «Holmi» з часу його заснування в 1989 році. Незважаючи на те, що том був завершений і чекався на друк у другій половині 1940-х років, його перша книга віршів «Ангел» вийшла лише в 1969 році. До цього часу він в основному присутній в угорському літературному житті як перекладач.
Він редагує кілька антологій, зокрема «Gyönyörök sötét kútjait» з еротичних віршів у світовій та угорській літературі. Всі його вірші опубліковані в 1997 році. На перший погляд, поезія Латора відрізняється в сучасній угорській ліриці своєю лаконічністю та прихильністю до пов'язаних форм. З 1970-х до 1990-х років він на факультеті мистецтв Університету Етвеша Лоранда популярний та високоефективний семінар з літературного перекладу.
Поет добре відомий своїми поетичними аналізами, вільно дотримуючись одночасної чуттєвої та духовної історії, сформованої за невідомими законами тяжіння пам'яті.

## Творчість
- A szovjet líra kincsesháza (1963)
- Klasszikus orosz költők (1966)
- A világirodalom legszebb versei. XX. század (1967)
- Sárangyal. Versek; Szépirodalmi, Bp., 1969
- Mai olasz elbeszélők (1969)
- Az egyetlen lehetőség. Versek; Megyei Könyvtár, Békéscsaba, 1976
- Domokos Mátyás–Lator Lászlóː Versekről, költőkkel; Szépirodalmi, Bp., 1982
- Makó; fotó Szabóky Zsolt, szöveg Varga Dezső, Halmágyi Pál, Lator László, németre ford. Dagmar Fischer, Engl Géza; Corvina, Bp., 1985
- Fellobban, elhomályosul (1986)
- Az elhagyott színtér. Versek 1947—1987; Szépirodalmi, Bp., 1992
- A magyar költészet kincsestára sorozat (1992)
- Szigettenger. Költők, versek, barátaim; Európa, Bp., 1993
- Sötéten, fényben. Kiadatlan versek, 1946—1950; Magyar Írószövetség–Belvárosi Könyvkiadó, Bp, 1994 (Bibliotheca Hungarica)
- A kuruc költészet (1995)
- A XVIII. század költői (1996)
- Lator László összes versei 1946—1996 (1997)
- Lator László versei és versfordításai; utószó Ferencz Győző; Unikornis, Bp., 1999 (A magyar költészet kincsestára)
- Kakasfej vagy filozófia? Mire való a vers?; Európa, Bp., 2000
- The belling; angolra ford. Kiss Zsuzsa, Gregory O'Donoghue et al.; Southword, Cork, 2005
- A tér, a tárgyak; Európa, Bp., 2006
- Az egyetlen lehetőség. Válogatott versek; utószó Ferenc Győző; Európa, Bp., 2007
- A megmaradt világ. Emlékezések; Európa, Bp., 2011 + CD
- Szabad szemmel. Esszék; Európa, Bp., 2016